# Eparquia de Puthur
A Eparquia de Puthur (Latim: Eparchia Puthurensis) é uma eparquia pertencente a Igreja Católica Siro-Malancar com rito Siro-Malancar. Está localizada no município de Puthur, no estado de Carnataca, pertencente a Arquieparquia de Tiruvalla na Índia. Foi fundada em 25 de janeiro de 2010 pelo Papa Bento XVI. Possui uma população católica de 5.500 habitantes, com 34 paróquias com dados de 2020.

## História
Em 25 de janeiro de 2010 o Papa Bento XVI cria a Eparquia de Puthur através do território da Eparquia de Bathery. Desde sua fundação em 2010 pertence a Igreja Católica Siro-Malancar, com rito Siro-Malancar.

## Lista de eparcas
A seguir uma lista de eparcas desde a criação da eparquia em 2010.
|                   | Nome                                | Período           | Notas             |
| Eparcas de Puthur | Eparcas de Puthur                   | Eparcas de Puthur | Eparcas de Puthur |
| ----------------- | ----------------------------------- | ----------------- | ----------------- |
| 2º                | Geevarghese Makarios Kalayil        | 2017 - atual      |                   |
| 1º                | Geevarghese Divannasios Ottathengil | 2010 - 2017       |                   |